# Bischoffitilla
Bischoffitilla (лат.) — род ос-немок из подсемейства Myrmillinae.

## Распространение
Азия.

## Описание
У самок 1-й тергит брюшка со срединным опушенным пятном, 2-й тергит с перевязью волосков сзади; 3-й тергит чёрный. У самцов переднее крыло с 2 радиомедиальными ячейками. Первый членик жгутика усика (флагелломер 1) почти равен второму (у самок длиннее). Самка осы пробирается в чужое гнездо и откладывает яйца на личинок хозяина, которыми кормятся их собственные личинки.

## Систематика
Относится к подсемейству Myrmillinae Bischoff, 1920. Род назван в честь энтомолога H.Bischoff.
- Bischoffitilla afghanica (Lelej, 1980) (=Myrmilla afghanica) — Афганистан[2]
- Bischoffitilla bidentata (Tsuneki, 1972) (=Squamulotilla bidentata) — Япония[3]
- Bischoffitilla exilipunctata (Chen, 1957) (=Squamulotilla exilipunctata) — Китай, Корея[4]
- Bischoffitilla lamellata (Mickel, 1933) (= Squamulotilla arundinacea Pagden, 1934)[5]
- Bischoffitilla tokay Williams, 2019 — Таиланд[5]
- Bischoffitilla cambrai Williams, 2019 — Таиланд[5].